# Horst Bickel
Horst Bickel (ur. 18 czerwca 1918 w Hamburgu, zm. 1 grudnia 2000 w Baabe) – niemiecki lekarz.
Jako pierwszy na świecie (razem z Guido Fanconim) opisał rzadkie, genetycznie uwarunkowane zaburzenie metaboliczne, nazwane na jego cześć zespołem Fanconiego-Bickela.